# ザ・POGドラフト会議
『JRA-VAN Presents ザ・POGドラフト会議』（ジェイ・アール・エー ヴァン プレゼンツ・ザ・ピーオージー・ドラフトかいぎ）は、グリーンチャンネルにて毎年5月下旬の、新馬戦（メーク・デビュー）開幕前に生放送されているペーパーオーナーゲームの情報・バラエティー番組である。番組の冠協賛スポンサーはJRA-VAN（データサービス）を提供している「JRAシステムサービス株式会社」であり、同社主催によるPOGコンテスト「JRA-VAN POG」が行われている。
同番組はグリーンチャンネルの中央競馬中継、各種展望番組に出演する解説者が一堂に会し、6月第1週から始まる2歳馬の新馬戦に合わせて、各解説者が推す2歳馬を、プロ野球ドラフト会議の様式で指名するという体裁で放送され、解説者が指名した馬が好成績をあげれば、その都度ポイントが与えられ、翌年度の東京優駿（日本ダービー）開催当日までのポイントの累計で総合優勝を決定するというものである。

## 出演者
（以下は2024年5月19日生放送の「2024-2025」のメンバー）
- MC:横山ルリカ（2020-2021アシスタント）
- アシスタント:不在
- パネラー:井内利彰、木村拓人、栗山求、須田鷹雄
- ゲストパネラー:なし

### 過去の主な出演者
- 三遊亭五九楽（2016-2018 MC）
- 岡部玲子（2016-2017 アシスタント）
- 守永真彩（2017-2018 アシスタント）
- 矢作麗（2018-2019 アシスタント）
- 田中歩（2019-2020 アシスタント）
- 池江泰郎（2016-2020 ゲストパネラー）
- 大和屋暁（2018-2019 ゲストパネラー）
- 土屋伸之（ナイツ 2019-2021 ゲストパネラー）
- 宮島咲良（2021-2022 アシスタント）
- 酒井一圭（純烈 2021-2022 ゲストパネラー）
- Lynn（2022-2023 アシスタント）
- 前田玲奈（2023-2024 アシスタント）
- 小堺翔太（2018-2024 MC）
- 斉藤慎二（ジャングルポケット 2022-2024ゲストパネラー）